# コロラデルペトン
コロラデルペトン（学名：Coloraderpeton）は、空椎亜綱欠脚目オエストケファルス科に分類される絶滅した両生類。